# 니클라스 벤트네르
니클라스 벤트네르(덴마크어: Nicklas Bendtner, 1988년 1월 16일, 덴마크 코펜하겐 ~ )는 덴마크의 은퇴한 축구 선수로, 포지션은 스트라이커였다.
벤트네르는 국가대표팀에서 총 58번의 경기에 출전해, 24골을 기록했다. 니클라스는 버밍엄 시티에 임대되었다가 이번 시즌에 좀 더 성숙하고 노련한 선수로 아스날로 돌아왔다. 11/12 시즌엔 선덜랜드로, 2012-13시즌에는 유벤투스에 임대 선수로 뛰며 10경기에 출장하였으나 체중 논란에 시달리면서 무득점에 그쳤다.
그는 선덜랜드에서 22골을 기록했고, 아스널 리저브 팀에서 27골을 기록했다. 또 그는 13골을 넣으면서 명성을 높여갔으며, 버밍엄 시티는 그의 활약에 힘입어 챔피언십리그 준우승을 기록, 이에 감독인 스티브 브루스는 벤트네르를 버밍엄 시티에 머물게 하려고 하였지만, 그는 다음 시즌 프리미어리그로 되돌아왔다.
그의 첫 경기는 에미레이트 스타디움에서 벌어진 파리 생제르맹와의 프리시즌 에미레이트컵 토너먼트였는데, 그는 이 경기에서 득점에 성공하였고, 마티유 플라미니의 2번째 골을 어시스트하기도 하였다.
한편, 본인(벤트네르) 라스무스 호일룬  등 장신(190CM 이상) 공격수 포함하여 덴마크 국가대표팀 최전방 스트라이커들이 등번호 11번을 선호하기도 한다.

## 경력
유벤투스
- 세리에 A (1): 2012-13

### 개인
- 덴마크 17세 이하 올해의 선수: 2004
- 덴마크 올해의 선수: 2007
- 덴마크 올해의 축구 선수: 2009

1. ↑  김정환 (2014년 8월 15일). “[해외축구]박주영의 아스날 방출 동지 벤트너, 볼프스부르크 입단”. 뉴시스. 2025년 4월 14일에 확인함.
2. ↑  송청용 (2025년 4월 13일). “21경기 연속 무득점 공격수가 972억? 맨유, '유벤투스-나폴리 관심' 호일룬 이적료로 6,000만 유로 원한다..."아직 직접적인 접촉 X"”. 포포투. 2025년 4월 14일에 확인함.